# ダンジョンクエスト
『ダンジョンクエスト』は、コナミから発売された日本の電子ゲームである。第1章『シオンの冒険』の発売は1998年11月。

## 概要
ダンジョンクエストは、たまごっちに代表されるキーチェーンゲームの一種である。手のひらに収まる小サイズの筐体に、短いチェーンとフック型のロック金具を備える。また、筐体の背面にはジョイントと3極の接続端子があり、これを介して同シリーズの他の筐体とデータ通信できるのが大きな特徴である。
ゲーム内容は、ダンジョンを探索し、モンスターを仲間にし冒険するRPG(システムはローグライクゲーム)である。操作やシステムは携帯機向けにシェイプされ、また画面仕様に基づくビジュアル的な制限からも、比較的シンプルで手軽に遊べる。一方、ゲームオーバー＝最初からやり直しというローグライク本来の媚びないシビアなルールや（ローグライクおよび不思議のダンジョンシリーズの初期のころの作品は死ぬとアイテムもLVも没収される）、使う/装備するまで正体の解らないアイテムとその解明、敵モンスターごとに設定された能力や行動パターンへの対応など、携帯ゲームでありながらもしっかりと手応え・歯応えのあるプレイが楽しめる。
全部で6つの章に分かれており、6種類のバージョンとしてそれぞれ次々に発売されていった。 各バージョンごとに違う人物を主人公とし、全く違う物語や冒険が展開されており、ゲームシステムも一部変更・追加されている。

## 商品
- 第1章『シオンの冒険』
- 第2章『魔法使いエミル』
- 第3章『エイジの修練』
- 第4章『海賊キッドの宝探し』
- 第5章『ディナの危険なお使い』
- 第6章『光の戦士たち』
- マザーベース

## 操作方法
筐体下部にある7つのボタンで操作する。便宜上、左側に上下左右に配置された4つのボタンを方向キー、右側に並んだ3つのボタンを、方向キーに近い順からA、B、Cボタンと呼称する。
方向キー
- キャラクターの移動(2つ同時押しで斜め方向に移動可)

Aボタン
- 目の前のマスのモンスターを攻撃する
- 目の前のマスの宝箱を開ける
- 目の前のマスのトラップを解除する
- 目の前2マス先にいるモンスターを遠隔武器で攻撃する(遠隔武器を持っている場合)
- 何もせずに1ターン経過させる

Bボタン
- 目の前を調べる
- 目の前2マス先にモンスターがいる場合は、それを発見する
- Bボタンを押しながら方向キーで、移動せずにその場で方向転換する(ターンを消費しない)

Cボタン
- メニュー画面を表示する
- メニュー画面はAボタンとCボタンで移動。Bボタンでキャンセル
- さらに各メニュー画面で方向キーを押すとサブメニュー画面を表示する

その他の操作
- ゲーム中にBC同時押し＝ゲーム中断(時計画面へ)
- 時計画面でCを押しながらA＝ゲーム開始/再開
- Bを押しながらA＝サウンドOn/Off切替
- ABC同時押し＝AボタンとCボタンの動作を入れ替える

## 画面表示
画面の上側に並んだアイコン。左から、
メニュー画面1
現在のHPを表示。
- 上＝レベルと経験値
- 下＝所持金額とランプオイル残量
- 左右＝攻撃力(ATC)、防御力(DEF)

メニュー画面2
現在いる階数とフロアマップを表示。
- 上＝遠隔武器の残弾数
- 下＝アイテムマーケット(通信交換)
- 左＝武器・指輪・防具・本の所持数
- 右＝宝石・卵・薬品・スペシャルアイテムの所持数

メニュー画面3
- 上＝武器の装備
- 下＝防具の装備
- 左＝指輪の装備
- 右＝卵を使う

メニュー画面4
- 上＝薬品を使う
- 下＝スペシャルアイテムを見る
- 本を使う
- 宝石を使う

メニュー画面5
対峙中のモンスターを表示。
- モンスターを金で雇う
- アイテムで雇う

画面の下側に並んだアイコン。左から、
- ランプオイル残量警告
- 毒状態
- 混乱状態
- 呪いアイテム装備状態
- HP残量警告